# لایفرد (تگزاس)
لایفرد، تگزاس(به انگلیسی: Lyford, Texas) شهری در ایالت تگزاس از ایالات جنوبی ایالات متحده آمریکا است. در سرشماری سال ۲۰۰۰، جمعیت این شهر ۱۹۷۳ نفر اعلام شد.